# Die Hippie, Die
Die Hippie, Die is een aflevering van de animatieserie South Park.

## Die Hippie Die
Deze South Park aflevering gaat over het bekende Woodstock. Cartman merkt dat er in South Park steeds meer hippies komen, en vermoedt dat er een groot concert komt. Cartman pikt dit niet en gaat op jacht naar hippies.
Met zijn uitrookmachine en pepperspray gaat hij op jacht naar de hippies en na twee dagen heeft hij al meer dan 64 hippies opgesloten in zijn kelder. Officer Barbrady ontdekt bij een bezoek aan Cartmans moeder de opgesloten hippies en sluit Cartman op in de gevangenis.
Dan begint het concert. Iedereen ergert zich eraan, en dus hebben ze de hulp nodig van Cartman. Ze laten Cartman vrij en bouwen een machine die door de massa hippies heen kan komen. Uiteindelijk komen ze bij het podium en sluiten de boel af dankzij een liedje van Slayer, waartegen de hippies duidelijk niet kunnen. Zo wordt het concert gestopt. Cartman krijgt zoals afgesproken een speelgoedauto. Terwijl hij daarmee speelt moet Kyle toekijken. 
De 25 beste afleveringen van Eric Cartman door stemming op de website van Comedy Central. Deze afleveringen werden van 14 tot 16 oktober 2005 getoond van nummer 25 naar nummer 1 (de populairste).

Red Hot Catholic Love (25) · The Succubus (24) · Cartman Joins NAMBLA (23) · Simpsons Already Did It (22) · Cartmanland (21) · The Red Badge of Gayness (20) · Spontaneous Combustion (19) · Red Sleigh Down (18) · Freak Strike (17) · Casa Bonita (16) · The Jeffersons (15) · Starvin' Marvin (14) · The Passion of the Jew (13) · Weight Gain 4000 (12) · Cow Days (11) · The Death of Eric Cartman (10) · Cartman's Mom is a Dirty Slut (9) · Fat Butt and Pancake Head (8) · AWESOM-O (7) · Christian Rock Hard (6) · Pinkeye (5) · Die Hippie, Die (4) · Up the Down Steroid (3) · Cartman Gets an Anal Probe (2) · Scott Tenorman Must Die (1)